# پرویز راجی
پرویز (کامران) راجی (۲۴ مهر ۱۳۱۵ خورشیدی تهران – ۳ فروردین ۱۳۹۳ لندن) سفیر ایران در بریتانیا در شاهنشاهی ایران بود ؛ پادشاه ایران محمدرضا شاه پهلوی (۱۳۵۵ تا ۱۳۵۷) و نخست وزیر امیرعباس هویدا بودند.

## زندگی‌نامه
راجی در سال ۱۳۱۵ خورشیدی در تهران متولد شد. پدرش عبدالحسین راجی، وزیر بهداری کابینهٔ منوچهر اقبال بود. وی تحصیلات متوسطهٔ خود را در ایالات متحده آمریکا به پایان رسانید.
راجی در سال ۱۳۳۸ از دانشگاه کمبریج کارشناسی اقتصاد گرفت و در سال ۱۳۳۹ به استخدام وزارت نفت درآمد. حضور وی در وزارت نفت سبب آشنایی با نخست وزیر امیرعباس هویدا که در آن زمان در این سازمان بود، شد. با نخست‌وزیر شدن هویدا، راجی به سمت ریاست دفتر نخست‌وزیری برگزیده شد. وی سمت‌های حساسی را در دورهٔ پهلوی تجربه کرده است. (۱۳۵۵ تا ۱۳۵۷) و سپس به عنوان سفیر به لندن رفت.

## انتشار خاطرات
او خاطرات و یادداشت‌های روزانه دوران سفارتش را سال‌ها پس از انقلاب در یکی از نشریات بریتانیایی منتشر کرد. این یادداشت‌ها را حسن کامشاد در کتاب در خدمت تخت طاووس ترجمه کرده و در ایران منتشر کرد. (البته از کتاب پرویز راجی ترجمه دیگری با نام خدمتگزار تخت طاووس نیز منتشر شده است که راجی محتویات آن را تأیید نکرده و گفت ترجمه درستی از کتابش نیست، اما صحت مندرجات کتاب در خدمت تخت طاووس ترجمه کامشاد را تایید کرده بود.)

## مرگ
پرویز راجی در سوم فروردین ۱۳۹۳، در سن ۷۷ سالگی در لندن درگذشت.